# Buen doctor
Buen doctor (en hangul, 굿 닥터; romanización revisada, Gut dakteo) es una serie de televisión surcoreana de drama médico emitida durante 2013 y protagonizada por Joo Won, Moon Chae Won, Joo Sang Wook, Chun Ho-jin, Kwak Do Won y Ko Chang Seok. La serie narra la vida de un joven autista savant, que se convierte en un genio de cirugía pediátrica.
Fue transmitida por KBS 2TV desde el 5 de agosto hasta el 8 de octubre de 2013, con una longitud de 20 episodios que fueron emitidos cada lunes y martes a las 21:55 (KST). En noviembre de 2013, la Asociación Coreana de Institutos para el bienestar de discapacitados, entregó un reconocimiento a la serie, por la forma en que creó de conciencia en la sociedad sobre el autismo y como socialmente las personas con discapacidades también pueden contribuir a la sociedad.
Una nueva versión adaptada, grabada en Boston y dirigida por Daniel Dae Kim para el público estadounidense fue anunciada por CBS que estaba en producción a mediados de 2015. Esta adaptación fue estrenada con éxito en septiembre de 2017 por la cadena ABC y ha alcanzado seis temporadas emitidas hasta 2023, y se está grabando para emitir la séptima temporada en septiembre u octubre de 2024

 En 2018 se estrenó una versión japonesa producida por Fuji Television. En 2019, también se ha hecho una turca por MF Yapim para FOX Turquía.

## Argumento
Park Shi On (Joo Won) es un joven con trastorno del espectro autista asociado con síndrome de savant que fue enviado a un centro de atención especializada desde niño, donde se descubrió que tenía grandes capacidades cerebrales y penetrantes habilidades especiales. Él entra finalmente al campo de la cirugía pediátrica como residente, en donde se le da seis meses para demostrar que era capaz. Sin embargo, debido a su estado mental y emocional atípico, Shi On enfrenta los conflictos de sus pares y de los pacientes, quienes lo ven como pueril y poco fiable. Lo más crítico es el cirujano impulsivo Kim Do Han (Joo Sang Wook), quien lo etiqueta como un robot sin alma, un médico que solo puede depender en gran medida de su memoria fotográfica en lugar de sentir lo que el paciente necesita. A pesar de la ayuda y de la comprensión de sus colegas como Cha Yoon Seo (Moon Chae Won) y Han Jin Wook (Kim Young Kwang), el hospital se convierte en un feroz y competitivo mundo, donde los desafíos que enfrenta Shi On se convierten sólo en algo más grande, cuando se enamora.

## Reparto

### Personajes principales
- Joo Won como Park Shi On.
- Moon Chae Won como Cha Yoon Seo.
- Joo Sang-wook como Kim Do Han.[9]
- Kim Min Seo como Yoo Chae Kyung.[10]

### Personajes secundarios
Funcionarios del hospital
- Chun Ho-jin como Choi Woo-seok.
- Kwak Do Won como Kang Hyun Tae
- Na Young Hee como Lee Yeo Won.
- Jo Hee Bong como Go Choong Man.
- Lee Ki Yeol como Lee Hyuk Pil.
- Jung Man-sik como Kim Jae-joon.
- Kim Chang Wan como Presidente Jung.

Departamento de cirugía pediátrica
- Kim Young Kwang como Han Jin Wook
- Yoon Park como Woo Il Kyu.
- Yoon Bong Gil como Hong Gil Nam.
- Wang Ji Won como Kim Sun Joo.

División de enfermería
- Ko Chang-seok como Jo Jung Mi.
- Jin Kyung como Nam Joo Yeon.
- Lee Ah Rin como Ga Kyung.
- Ha Kyu Won como Hye Jin

Sala de niños
- Kim Hyun-soo como Na In Hae.
- Uhm Hyun Kyung como Na In Young.
- Ahn Sung Hoon como Lee Woo Ram.
- Yoo Je Gun como Park Ho Suk.
- Lee Jang Kyung como Kim Ye Eun.
- Oh Eun Chan como Cha Dong Jin.
- Yoo Hae Jung como Eun Ok.
- Jung Yun Seok como Kyu Hyun.

### Otros
- Yoon Yoo Sun como Oh Kyung Joo
- Jung Ho Keun como Park Choon Sung.
- Choi Ro Woon como Young Shi On.
- Seo Hyun-chul como Byung Soo.[11]
- Jeon Joon Hyuk como Park Yi On.
- Ban Min Jung como Kyu Hyun.
- Moon Hee Kyung como Sta. Jang.
- Kim Sun Hwa como Tía de Eun Ok.

Apariciones especiales
- Kwak Ji Min como Lee Soo Jin (ep. 10-12).[12]
- Ryu Deok Hwan como Yi On (adulto; ep. 10).
- Seo Kang Joon como Punk (ep. 12).
- In Gyo-jin como Esposo de Soo Jin (ep. 12).
- Yoo Jae-myung como Asesino (ep. 15).
- Kim Young Hee como Ayudante (ep. 17).
- Gong Jung Hwan como Profesor del departamento de Neurocirugía (ep. 17).
- Park Ki Woong como Woong Ki (ep. 20).[13]

## Producción
Fue producida por Logos Films y dirigida por Ki Min Soo y Kim Jin Woo. Por otra parte, en un principio la serie iba a ser llamada «Green Scalpel» (그린 메스), en español «Bisturí verde».

## Recepción

### Audiencia
En azul la audiencia más baja y en rojo la más alta, correspondientes a las empresas medidoras TNms y AGB Nielsen.
| Episodio | Fecha original de emisión | Share        | Share        | Share       | Share       |
| Episodio | Fecha original de emisión | TNmS Ratings | TNmS Ratings | AGB Nielsen | AGB Nielsen |
| Episodio | Fecha original de emisión | Nacional     | Seúl         | Nacional    | Seúl        |
| -------- | ------------------------- | ------------ | ------------ | ----------- | ----------- |
| 1        | 5 de agosto de 2013       | 10.5 %       | 10.3 %       | 10.9 %      | 11.6 %      |
| 2        | 6 de agosto de 2013       | 13.6 %       | 14.6 %       | 14.0 %      | 15.1 %      |
| 3        | 12 de agosto de 2013      | 13.8 %       | 14.6 %       | 15.3 %      | 16.2 %      |
| 4        | 13 de agosto de 2013      | 15.9 %       | 16.9 %       | 15.8 %      | 15.8 %      |
| 5        | 19 de agosto de 2013      | 16.5 %       | 17.6 %       | 18.0 %      | 18.5 %      |
| 6        | 20 de agosto de 2013      | 18.4 %       | 20.4 %       | 19.0 %      | 20.0 %      |
| 7        | 26 de agosto de 2013      | 17.2 %       | 18.1 %       | 17.4 %      | 18.2 %      |
| 8        | 27 de agosto de 2013      | 17.5 %       | 19.0 %       | 18.4 %      | 18.5 %      |
| 9        | 2 de septiembre de 2013   | 17.0 %       | 18.3 %       | 17.4 %      | 17.4 %      |
| 10       | 3 de septiembre de 2013   | 18.5 %       | 20.5 %       | 18.4 %      | 18.3 %      |
| 11       | 9 de septiembre de 2013   | 18.3 %       | 20.2 %       | 18.3 %      | 18.7 %      |
| 12       | 10 de septiembre de 2013  | 20.0 %       | 22.2 %       | 19.4 %      | 19.4 %      |
| 13       | 16 de septiembre de 2013  | 17.5 %       | 19.3 %       | 17.9 %      | 18.4 %      |
| 14       | 17 de septiembre de 2013  | 18.9 %       | 20.3 %       | 18.6 %      | 19.3 %      |
| 15       | 23 de septiembre de 2013  | 18.5 %       | 20.2 %       | 19.6 %      | 20.3 %      |
| 16       | 24 de septiembre de 2013  | 20.9 %       | 22.7 %       | 21.5 %      | 22.8 %      |
| 17       | 30 de septiembre de 2013  | 18.0 %       | 20.5 %       | 20.3 %      | 21.1 %      |
| 18       | 1 de octubre de 2013      | 19.0 %       | 21.4 %       | 20.6 %      | 21.5 %      |
| 19       | 7 de octubre de 2013      | 17.6 %       | 20.1 %       | 19.0 %      | 20.0 %      |
| 20       | 8 de octubre de 2013      | 19.5 %       | 22.4 %       | 19.2 %      | 19.5 %      |
| Promedio | Promedio                  | 17.3 %       | 18.9 %       | 17.9 %      | 18.5 %      |

## Premios y nominaciones
| Año  | Premio                                   | Categoría                                       | Receptor/a                | Resultado |
| ---- | ---------------------------------------- | ----------------------------------------------- | ------------------------- | --------- |
| 2013 | 26th Grimae Awards                       | Mejor serie                                     | Good Doctor               | Ganador   |
| 2013 | Korean Culture and Entertainment Awards  | Top Excellence Award, Actress (TV)              | Moon Chae-won             | Nominado  |
| 2013 | Korea Drama Awards                       | Mejor serie                                     | Good Doctor               | Nominado  |
| 2013 | Korea Drama Awards                       | Top Excellence Award, Actor                     | Joo Won                   | Nominado  |
| 2013 | Korea Drama Awards                       | Top Excellence Award, Actor                     | Joo Sang-wook             | Nominado  |
| 2013 | Korea Drama Awards                       | Top Excellence Award, Actress                   | Moon Chae-won             | Nominado  |
| 2013 | Korea Drama Awards                       | Best Writer                                     | Park Jae-bum              | Ganador   |
| 2013 | APAN Star Awards                         | Top Excellence Award, Actor                     | Joo Won                   | Nominado  |
| 2013 | APAN Star Awards                         | Excellence Award, Actor                         | Joo Sang-wook             | Nominado  |
| 2013 | APAN Star Awards                         | Excellence Award, Actress                       | Moon Chae-won             | Nominado  |
| 2013 | KBS Drama Awards                         | Top Excellence Award, Actor                     | Joo Won                   | Ganador   |
| 2013 | KBS Drama Awards                         | Actor of the Year (selected by directors)       | Joo Won                   | Ganador   |
| 2013 | KBS Drama Awards                         | Top Excellence Award, Actress                   | Moon Chae-won             | Nominado  |
| 2013 | KBS Drama Awards                         | Excellence Award, Actor in a Mid-length Drama   | Joo Sang-wook             | Ganador   |
| 2013 | KBS Drama Awards                         | Excellence Award, Actor in a Mid-length Drama   | Joo Won                   | Nominado  |
| 2013 | KBS Drama Awards                         | Excellence Award, Actress in a Mid-length Drama | Moon Chae-won             | Ganador   |
| 2013 | KBS Drama Awards                         | Mejor actor de reparto                          | Jo Hee-bong               | Nominado  |
| 2013 | KBS Drama Awards                         | Mejor actor de reparto                          | Ko Chang-seok             | Nominado  |
| 2013 | KBS Drama Awards                         | Mejor actriz de reparto                         | Jin Kyung                 | Nominado  |
| 2013 | KBS Drama Awards                         | Mejor actriz de reparto                         | Kim Min-seo               | Nominado  |
| 2013 | KBS Drama Awards                         | Mejor actor revelación                          | Kim Young-kwang           | Nominado  |
| 2013 | KBS Drama Awards                         | Best Young Actor                                | Jung Yun-seok             | Nominado  |
| 2013 | KBS Drama Awards                         | Mejor actriz infantil                           | Kim Hyun-soo              | Nominado  |
| 2013 | KBS Drama Awards                         | Mejor pareja                                    | Joo Won and Moon Chae-won | Ganador   |
| 2013 | KBS Drama Awards                         | Netizen Award, Actor                            | Joo Won                   | Ganador   |
| 2013 | KBS Drama Awards                         | Popularity Award, Actress                       | Moon Chae-won             | Ganador   |
| 2014 | Korea Producers & Directors' (PD) Awards | Best Performer                                  | Joo Won                   | Ganador   |
| 2014 | Korea Producers & Directors' (PD) Awards | Mejor serie                                     | Good Doctor               | Ganador   |
| 2014 | Baeksang Arts Awards                     | Mejor serie                                     | Good Doctor               | Ganador   |
| 2014 | Baeksang Arts Awards                     | Mejor director (TV)                             | Ki Min-soo                | Nominado  |
| 2014 | Baeksang Arts Awards                     | Mejor actor (TV)                                | Joo Won                   | Nominado  |
| 2014 | Banff World Media Festival               | Best Serial Drama                               | Good Doctor               | Ganador   |
| 2014 | Korea Broadcasting Awards                | Mejor serie                                     | Good Doctor               | Ganador   |
| 2014 | Seoul International Drama Awards         | Best Mini-series                                | Good Doctor               | Finalista |
| 2014 | Seoul International Drama Awards         | Outstanding Korean Drama                        | Good Doctor               | Nominado  |
| 2014 | Seoul International Drama Awards         | Outstanding Korean Actor                        | Joo Won                   | Nominado  |
| 2014 | Seoul International Drama Awards         | Outstanding Korean Actress                      | Moon Chae-won             | Nominado  |

En noviembre de 2013, la Asociación Coreana de los Institutos de Bienestar para los Discapacitados dio a la serie una placa de reconocimiento por crear conciencia sobre el autismo y cómo las personas con desafíos sociales pueden contribuir a la sociedad. En diciembre de 2013,  Good Doctor  también recibió un premio de parte de la sede de la Campaña de Concienciación sobre la Discapacidad y fue designado como "Buen Programa" por la Comisión de Normas de Comunicaciones de Corea.

## Adaptaciones
| Año  | País           | Cadena             | Nombre                                        |
| ---- | -------------- | ------------------ | --------------------------------------------- |
| 2017 | Estados Unidos | ABC                | The Good Doctor                               |
| 2018 | Japón          | Fuji TV            | グッド ドクター (Guddo Dokuta)                |
| 2019 | Turquía        | FOX                | Mucize Doktor                                 |
| 2023 | China          | Hunan TV, Mango TV | 非凡医者 / Fei Fan Yi Zhe (Fantastic Doctors) |

## Emisión internacional
- Perú: Willax (2019, 2020 y 2021).
- Latinoamérica: Pasiones (2019)